# مومیاس، کنیا
مومیاس (به انگلیسی: Mumias) شهری در استان غربی واقع در کشور کنیا است که در سال ۱۹۹۹ میلادی ۳۶٫۱۵۸ نفر جمعیت داشته و جمعیت آن در سال ۲۰۰۵ میلادی به ۴۵٫۳۸۵ نفر رسیده‌است.